# Яхья-эфенди
Бешикташлы́ Яхья́-эфенди также известен, как Молла́ Шейхзаде́ (тур. Beşiktaşlı Yahya Efendi, тур. Molla Şeyhzade; 1494 год, Трабзон — 1569 год, Стамбул) — османский мистик, учёный и поэт; молочный брат султана Сулеймана Кануни.
Во времена правления Сулеймана преподавал в медресе. На протяжении всей своей жизни Яхья Эфенди был близок к двору султана и консультировал Кануни в спорных вопросах. После ухода на пенсию поселился в Бешикташе и занялся строительством и разведением садов.
Также как и Махмуд Хюдайи, Иисус Навин и Телли Баба считается покровителем морского флота.

## Происхождение
Родился в 1494 году в Трабзоне в семье известного религиозного деятеля, кадия из Амасьи Омера Эфенди, и Афифе-хатун. Яхья родился в день, когда у санджакбея Трабзона шехзаде Селима родился сын. Жена шехзаде Хафса-султан не смогла кормить ребёнка. По этой причине во дворец на должность кормилицы была взята мать Яхьи, Афифе-хатун. Так Яхья Эфенди стал молочным братом будущего султана.

## Образование и карьера
Начальное образование Яхья получил от отца в Трабзоне, затем, для продолжения обучения, он отправился в Стамбул. В течение двух лет обучался у шейх уль-ислама Османской империи Зенбилли Али-эфенди. В 1526 году после смерти Зенбилли Яхья стал преподавать в медресе Джанбазие (тур. Canbaziye). В это же время в народе его стали называть «Молла Шейхзаде».
Наряду с религией Яхья преподавал и науки: медицину, геометрию, астрономию и другие. Вплоть до 1553 года Яхья преподавал в медресе Сахн-ы Семан.

## Реакция на казнь Мустафы
В 1553 году Сулейман казнил своего старшего сына Мустафу, а его мать Махидевран Султан выслал в Бурсу. Яхья написал молочному брату письмо, в котором осуждал его и просил милости для Махидевран. Сулейман разозлился и снял брата с должности преподавателя медресе.

## Дальнейшая деятельность
После снятия с должности Яхья приобрёл дом в Бешикташе на берегу моря, где разбил сад и построил мечеть. С течением времени вокруг дома появилось ещё несколько строений: медресе, хаммам, гостиница и фонтан, получившие название «Хызырлык» (тур. Hızırlık). Здесь же Яхья вновь занялся преподаванием в медресе. Для обеспечения своей деятельности, Яхья учредил благотворительный фонд. Военные и гражданские деятели (в частности торговцы и моряки) часто посещали Яхью и присылали щедрые дары и подношения. Обилие посетителей и подарков давало Яхье возможность строить мечети, бани и медресе, заниматься садом и давать рабочие места. Несмотря на занятость, Яхья Эфенди лично занимался всеми своими проектами.
Кроме того, Яхья был талантливым поэтом; писал стихи под псевдонимом Мюдеррис (тур. Müderris).

## Семья и дети
Яхья Эфенди был женат на Шериф Хатун. У них было двое сыновей: Ибрагим и Али.

## Смерть
Яхья Эфенди скончался в обители в Бешикташе накануне Курбан-байрама в 1569 году. Похороны были совершены Эбуссуудом Эфенди после совершения праздничного намаза в Сулеймание. Первоначально Яхья был похоронен в Бешикташе как дервиш. Но в 1571 году по приказу султана Селима Синаном было построено тюрбе.

## После смерти
После смерти Яхья получил огромную славу, благодаря истории о переправе через Босфор. Прежде всего его почитают моряки как Яхью Эфенди из Бешикташа — одного из четырёх своих покровителей (трое других: Азиз Махмуд Хюдайи из Ускюдара, Иисус Навин из Бейкоза и Телли Баба из Сарыера). Гробница в Бешикташе и текке в Ортакёе стали местами поклонения. Домики в окрестностях тюрбе и текке наполнились тысячами людей, желавших посетить могилу Яхьи Эфенди.

## Киновоплощения
В турецком телесериале «Великолепный век» роль Яхьи Эфенди исполнил Хамди Алкан.